# Arsenaltunnel
Der Arsenaltunnel war ein 160 m langer Eisenbahntunnel im 10. Wiener Gemeindebezirk Favoriten, der 1873 bis 1962 bestand. Er wurde auch StEG-Tunnel genannt, da ihn diese 1909 verstaatlichte private Bahngesellschaft errichtet hatte. 1980 wurde er als Straßentunnel für den postinternen Verkehr wieder in Betrieb genommen und in dieser Funktion bis 2009 nachgenützt.

## Geschichte
Der Tunnel wurde 1873 im Zuge der Umtrassierung der Verbindungsbahn zwischen dem Bahnhof Wien Meidling (damals Meidling) und dem ehemaligen Bahnhof Hauptzollamt zweigleisig errichtet. Zuvor hatte die Verbindungsbahn den Vorplatz des Süd- und des Ostbahnhofes auf Straßenniveau gekreuzt.
Die Tunnelstrecke unterquerte die Ostbahngleise (etwa auf der Höhe der heutigen Alfred-Adler-Straße) und war vom 4. Mai 1873 bis zum 16. November 1958 als Eisenbahntunnel in Betrieb. Zwischen der bis heute als S-Bahn-Station vorhandenen Haltestelle Wien Rennweg und dem nordöstlichen Tunnelportal befand sich (im heutigen Schweizergarten) früher noch der Haltepunkt Arsenal. Westlich schloss an den Tunnel der ebenfalls nicht mehr bestehende Steudeltunnel an, der die Südbahngleise unterquerte.
Nach der vollen Betriebsaufnahme der Wiener Schnellbahn im Jahr 1962 wurde der Tunnel zugeschüttet. 1980 wurde er als Straßentunnel wieder in Betrieb genommen, um zum 2009 abgetragenen Postzentrum Wien Süd auf dem damaligen Südbahnhofgelände  eine zweite Straßenzufahrt zu schaffen. Auch sie besteht nicht mehr. Heute erstrecken sich dort das Quartier Belvedere und das Sonnwendviertel.

## Bildergalerie

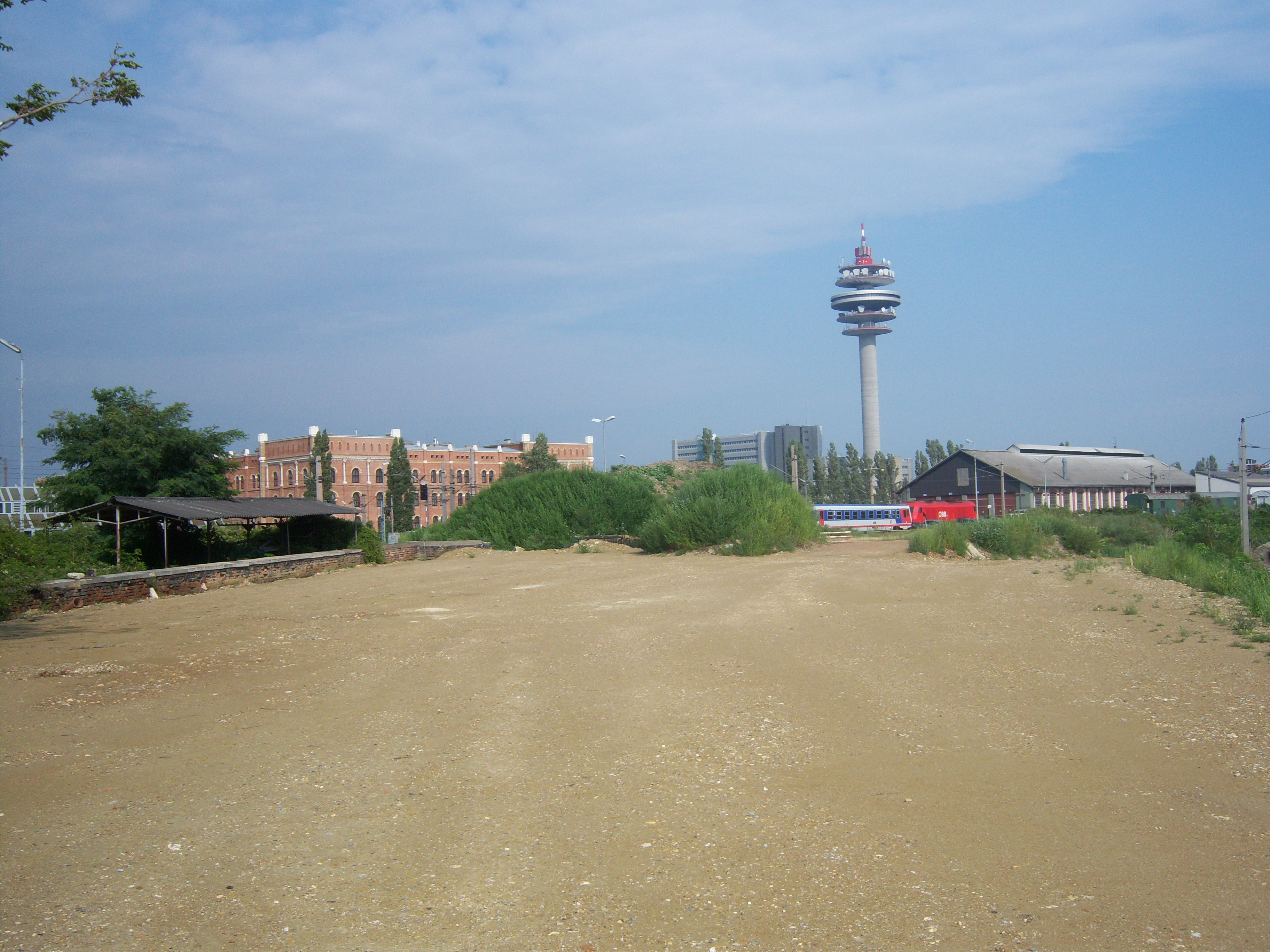
Tunnel verschüttet von der Westseite aus (2008)
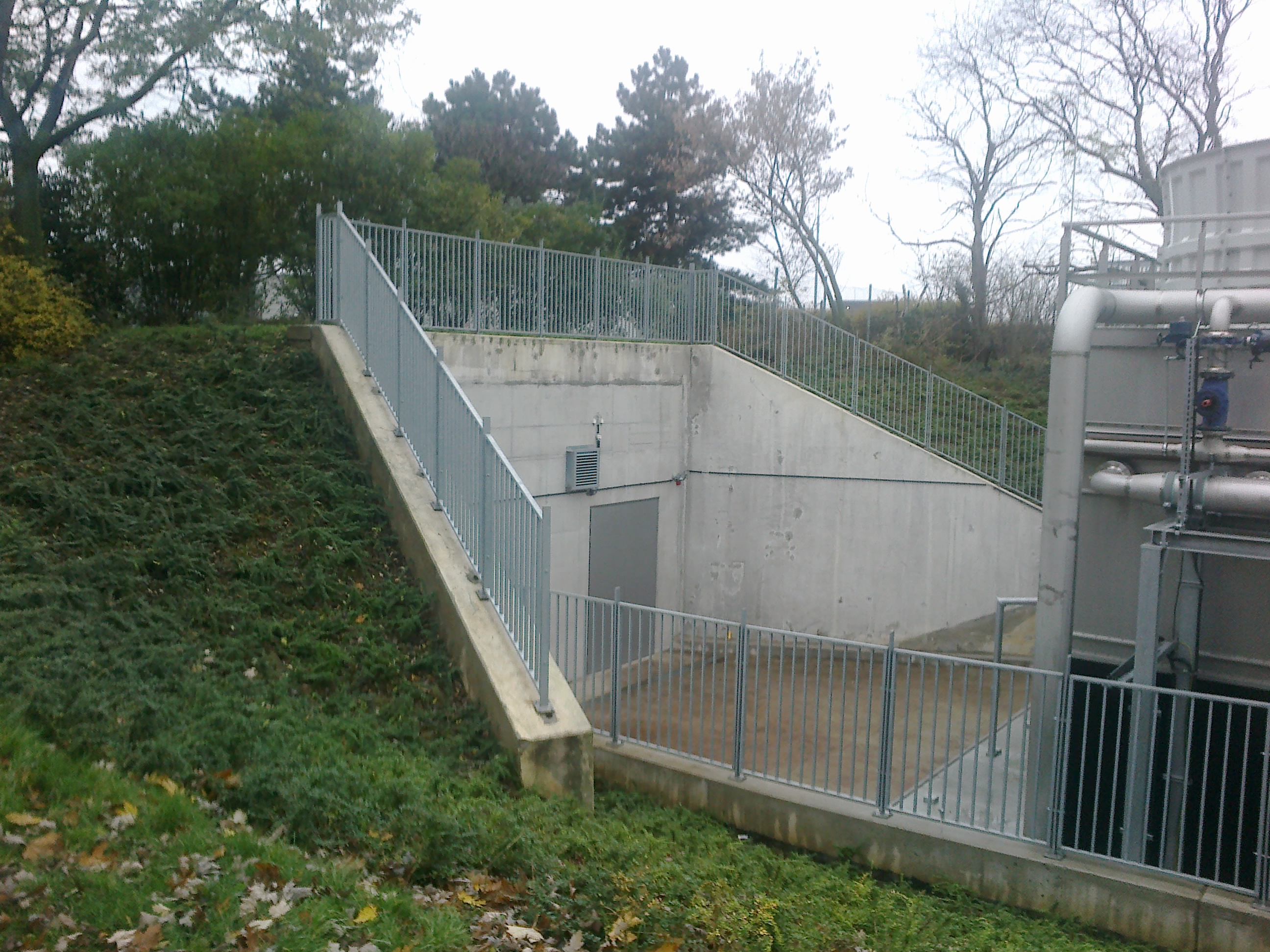
Ostseite (2014)
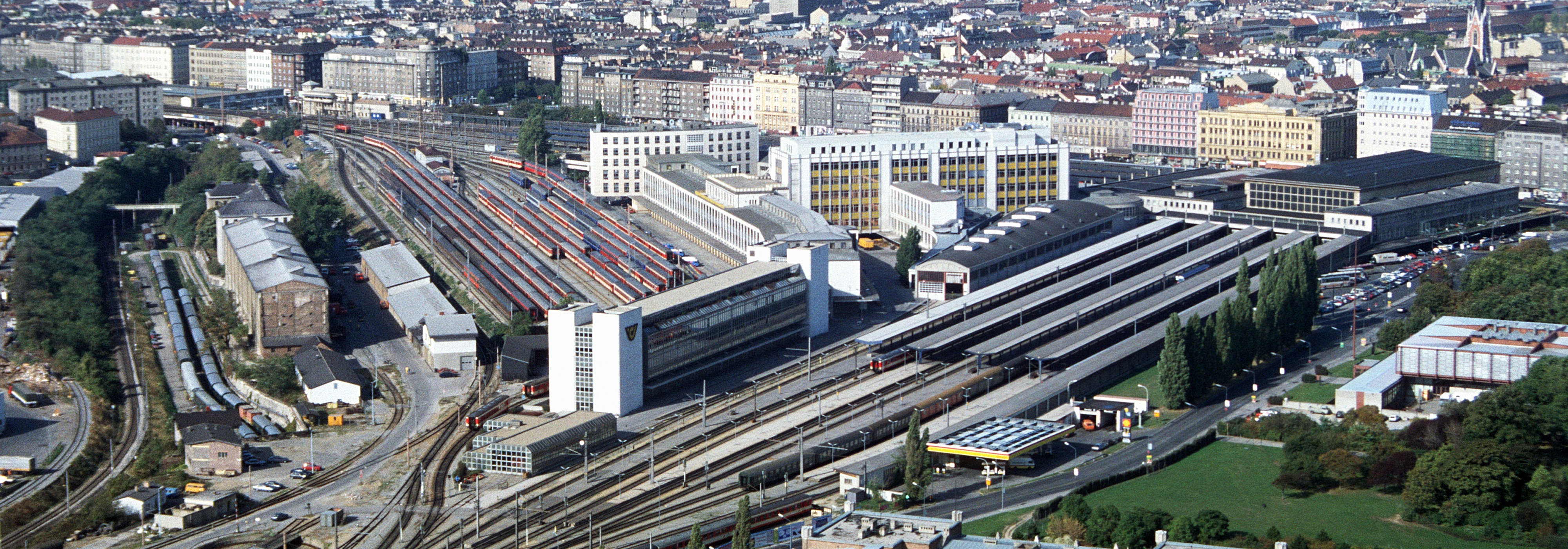
Am linken Bildrand sieht man die Einfahrt in den Tunnel vom Arsenalturm aus (1992)
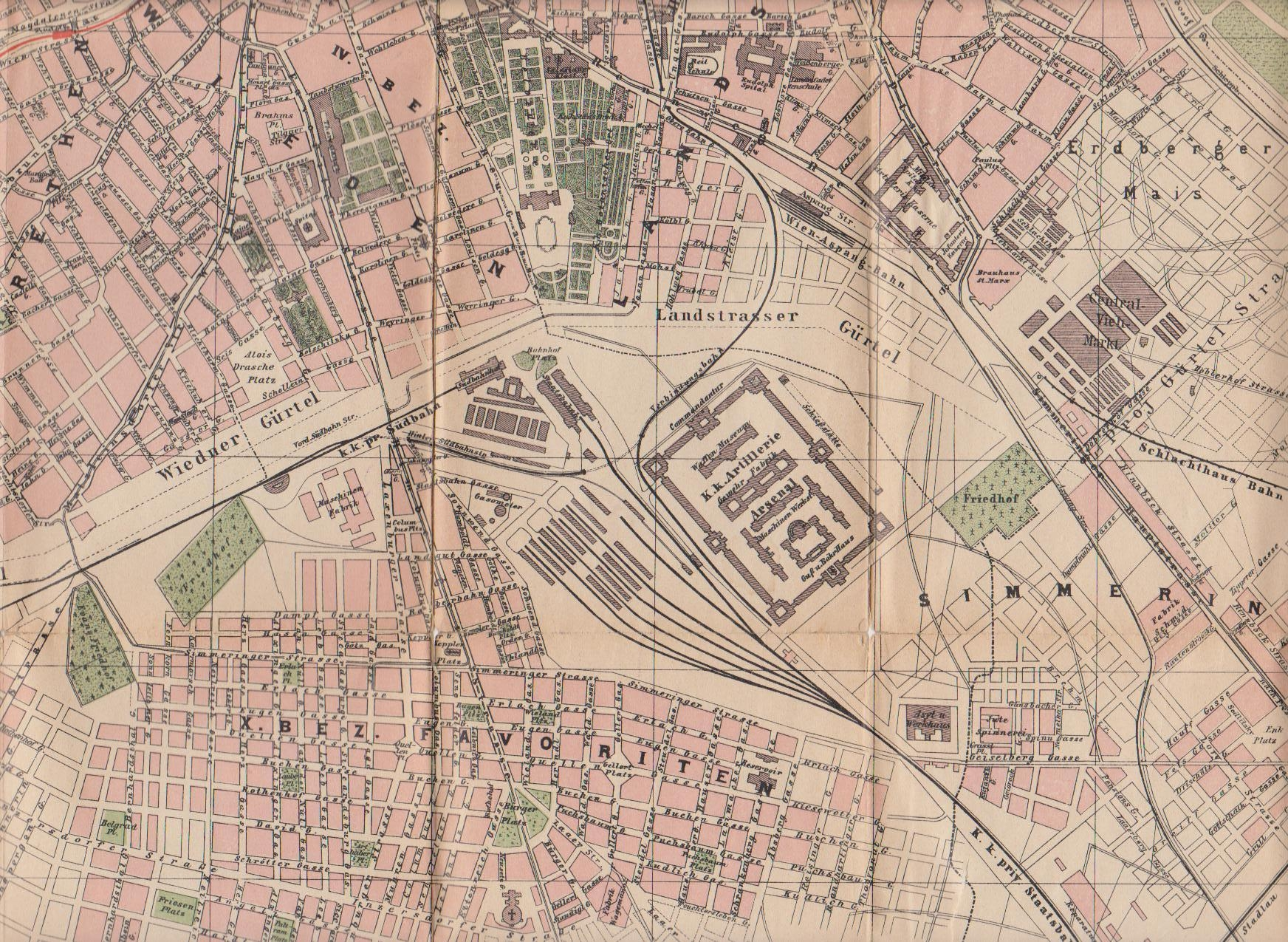
Areal des Süd- und Ostbahnhofs inkl. Arsenaltunnel um 1900
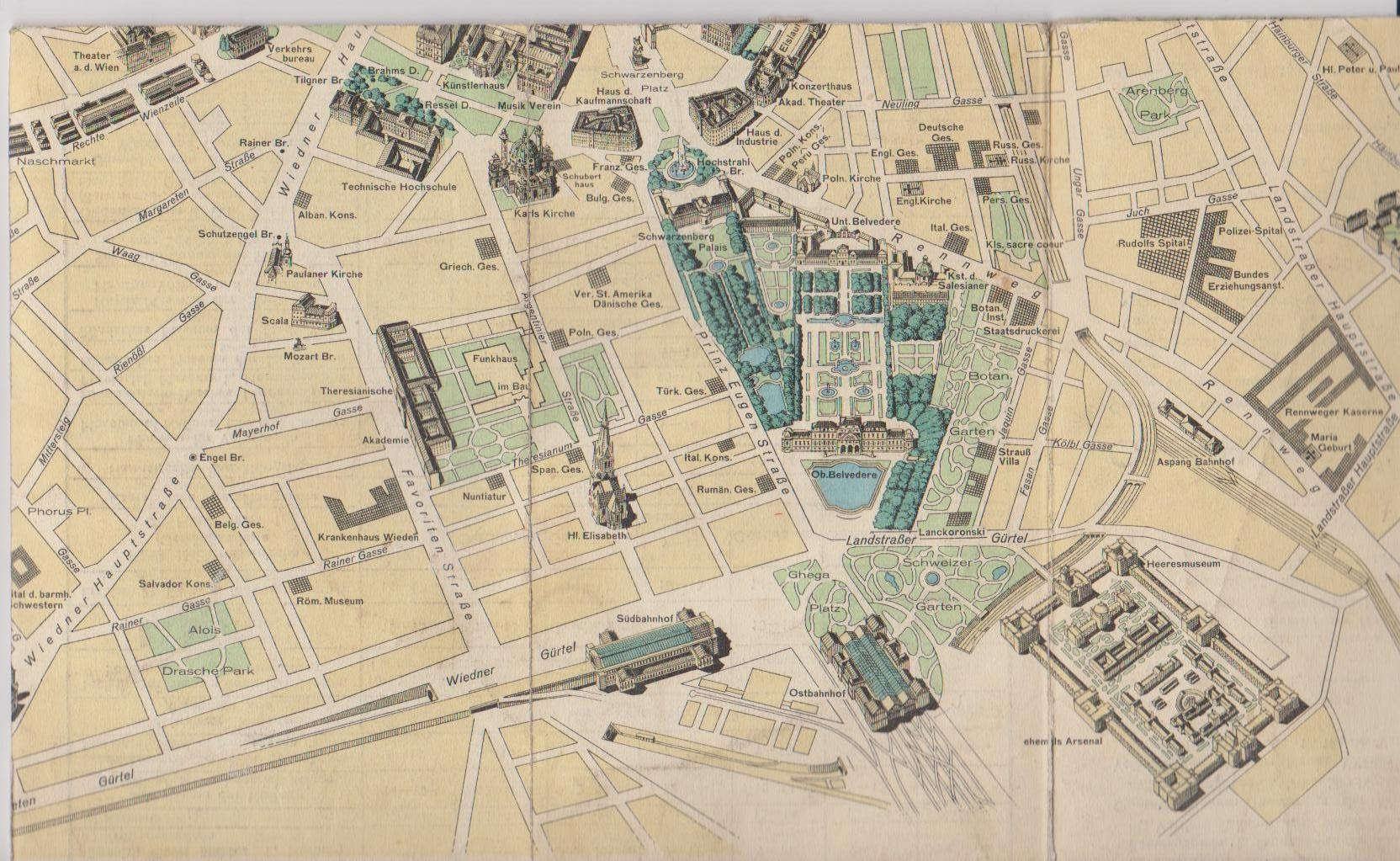
Lageplan Süd- und Ostbahnhof inkl. Arsenaltunnel um 1937